# Basil Rathbone
Basil Rathbone, eigenlijk Philip St.John Basil (Johannesburg, 13 juni 1892 – New York, 21 juli 1967) was een Brits acteur geboren in Zuid-Afrika. Hij werd genomineerd voor twee Oscars.

## Biografie
Drie jaar na zijn geboorte verliet Rathbones familie Zuid-Afrika nadat zijn vader door de Boeren voor spion werd uitgemaakt. De Rathbones gingen naar Verenigd Koninkrijk. Van 1906 tot 1910 bezocht Rathbone de Repton School, waar hij meer aandacht had voor sport dan studie, maar hij ontdekte ook interesse voor het acteren. Op aanraden van zijn vader ging hij na zijn schooltijd bij een verzekeringsbedrijf werken als kantoorbediende. Hij hield dit één jaar vol en nam toen contact op met zijn neef Frank Benson die bij een Shakespeare-gezelschap werkte in Stratford-upon-Avon.
Hij moest onderaan beginnen in 1911 met kleinere rollen. In 1915 ging hij in het leger om deel te nemen aan de Eerste Wereldoorlog. Rathbone werd tweede luitenant in het Liverpool Scottish, 2nd Battalion. In 1919 keerde hij terug naar Stratford-upon-Avon en ging daar verder met Shakespeare-rollen, maar na een jaar ging hij naar het toneel in Londen. Een jaar later maakte hij zijn debuut op Broadway in de Verenigde Staten in de stomme film Innocent (1921).
Vanaf de jaren twintig speelde hij rollen in producties als Captain Blood (1935), The Personal History, Adventures, Experience, and Observation of David Copperfield, The Younger (1935), A Tale of Two Cities (1935), Anna Karenina (1935), The Last Days of Pompeii (1935), The Adventures of Robin Hood (1938), Tower of London (1939), The Mark of Zorro (1940) en andere. Rathbone ontving twee Oscarnominaties voor zijn rol als Tybalt in Romeo and Juliet (1936) en als King Louis XI in If I Were King (1938).
In 1939 speelde Rathbone zijn bekendste rol als Sherlock Holmes, met Nigel Bruce als Dr. Watson, het eerst in The Hound of the Baskervilles (1939) en dan in The Adventures of Sherlock Holmes (1939), gevolgd door 12 films en talrijke radio-uitzendingen in de volgende zes jaar.
Rathbone ging in 1946 terug naar het theater in New York. Gedurende de volgende twintig jaar trad hij op in talrijke televisieshows en films zoals: Casanova's Big Night (1954), Tales of Terror (1962), en The Comedy of Terrors (1964) en zijn onemanshow, An Evening with Basil Rathbone, waarmee hij door de Verenigde Staten toerde.

## Filmografie
Een selectie van films waarin Rathbone speelde:
- Innocent (1921) (film debut)
- The Last of Mrs. Cheyney (1929)
- The Bishop Murder Case (1930)
- The Personal History, Adventures, Experience, and Observation of David Copperfield, the Younger (1935)
- Anna Karenina (1935)
- The Last Days of Pompeii (1935)
- Captain Blood (1935)
- A Tale of Two Cities (1935)
- Romeo and Juliet (1936)
- The Garden of Allah (1936)
- Love from a Stranger (1937)
- Confession (1937)
- Tovarich (1937)
- The Adventures of Marco Polo (1938)
- The Adventures of Robin Hood (1938)
- If I Were King (1938)
- The Dawn Patrol (1938)
- Son of Frankenstein (1939)
- The Hound of the Baskervilles* (1939)
- The Adventures of Sherlock Holmes* (1939)
- Tower of London (1939)
- The Mark of Zorro (1940)
- The Black Cat (1941)
- Crossroads (1942)
- Sherlock Holmes and the Voice of Terror* (1942)
- Sherlock Holmes and the Secret Weapon* (1943)
- Sherlock Holmes in Washington* (1943)
- Above Suspicion (1943)
- Sherlock Holmes Faces Death* (1943)
- The Spider Woman* (1944)
- The Scarlet Claw* (1944)
- Bathing Beauty (1944)
- The Pearl of Death* (1944)
- Frenchman's Creek (1944)
- The House of Fear* (1945)
- The Woman in Green* (1945)
- Pursuit to Algiers* (1945)
- Terror by Night* (1946)
- Dressed to Kill* (1946)
- The Adventures of Ichabod and Mr. Toad (1949)
- Casanova's Big Night (1954)
- We're No Angels (1955)
- The Court Jester (1955)
- The Black Sleep (1956)
- The Last Hurrah (1958)
- The Magic Sword (1961)
- Tales of Terror (1962)
- The Comedy of Terrors (1964)
- Voyage to the Prehistoric Planet (1965)
- Queen of Blood (1966)
- The Ghost in the Invisible Bikini (1966)
- Hillbillys in a Haunted House (1967)